# Crocidura cyanea
Crocidura cyanea là một loài động vật có vú trong họ Chuột chù, bộ Soricomorpha. Loài này được Duvernoy mô tả năm 1838.